# (482824) 2013 XC26
(482824) 2013 XC26 ist ein großes transneptunisches Objekt, dessen Einordnung noch unklar ist; vom Deep Ecliptic Survey wird der Asteroid als Scattered Disc Object oder Zentaur eingestuft. Aufgrund seiner Größe ist der Asteroid ein Zwergplanetenkandidat.

## Entdeckung
2013 XC26 wurde am 6. Dezember 2013 im Rahmen des Pan-STARRS-Programmes am Haleakalā-Observatorium (Maui) entdeckt. Die Entdeckung wurde am 17. Juli 2016 bekanntgegeben. Der Planetoid erhielt von der IAU die Kleinplaneten-Nummer 482824.
Nach seiner Entdeckung ließ sich 2013 XC26 auf Fotos vom 28. Januar 2012 identifizieren und damit sein Beobachtungszeitraum um knapp zwei Jahre verlängern, so konnte seine Umlaufbahn genauer berechnet werden. Im April 2017 lagen insgesamt 152 Beobachtungen über einen Zeitraum von 5 Jahren vor.

## Eigenschaften

### Umlaufbahn
2013 XC26 umkreist die Sonne in 274,45 Jahren auf einer stark elliptischen Umlaufbahn zwischen 32,59 AE und 51,87 AE Abstand zu deren Zentrum. Die Bahnexzentrizität beträgt 0,228, die Bahn ist 18,65° gegenüber der Ekliptik geneigt. Derzeit ist der Planetoid 37,19 AE von der Sonne bzw. 36,28 von der Erde entfernt (Stand 1. Februar 2019). Das Perihel durchläuft er das nächste Mal 2055, der letzte Periheldurchlauf dürfte also um das Jahr 1780 erfolgt sein.
Marc Buie (DES) stuft ihn als SDO oder Zentaur ein. das Minor Planet Center als «Distant Object». Das Johnston’s Archive führt es als «other TNO» auf, was bedeutet, dass es mit Sicherheit kein Cubewano oder Resonantes KBO ist.

### Größe
Derzeit wird von einem Durchmesser von etwa 500 bis 600 km ausgegangen, basierend auf einem Rückstrahlvermögen von 9 bis 10 % und einer absoluten Helligkeit von 4,4 bis 4,8 m; dies ist allerdings mit einigen Unsicherheiten behaftet. Die scheinbare Helligkeit von 2013 XC26 beträgt 20,36 m.
Da anzunehmen ist, dass sich 2013 XC26 aufgrund seiner Größe im hydrostatischen Gleichgewicht befindet und somit weitgehend rund sein muss, sollte er die Kriterien für eine Einstufung als Zwergplanet dennoch erfüllen. Mike Brown geht davon aus, dass es sich bei 2013 XC26 um wahrscheinlich einen Zwergplaneten handelt.
| Jahr                                         | Abmessungen km | Quelle   |
| -------------------------------------------- | -------------- | -------- |
| 2018                                         | 584,0          | Johnston |
| 2018                                         | 524,0          | Brown    |
| Die präziseste Bestimmung ist fett markiert. |                |          |